# Новрузов, Эмиль Эйюб оглы
Эми́ль Новру́зов (род. 8 декабря 1995, Баку, Азербайджан) — российский боксёр, выступающий в полусреднем весе. Действующий чемпион мира по версии HBA (2022—н. в.) Финалист первого гран-при Hardcore fighting, финалист первого гран-при Hype Fighting.  После окончания средней школы он перебрался в Москву для получения высшего образования. В итоге поступил в московский университет на специальность “Финансовый менеджмент”, и именно благодаря данной профессии он и получил на “Хардкоре” прозвище — “Финансист”. Его отец является КМС СССР по вольной борьбе, поэтому с детства Эмиль был очень активным ребенком. Он занимался такими видами спорта как баскетбол, фехтование и карате. Тем не менее, в 12 лет Эмиль по просьбе отца начал серьезно заниматься боксом. Будучи уже студентом московского вуза, боец часто выступал на турнирах и несколько раз выполнял норматив Мастера Спорта.

## Биография
Эмиль родился в 1995 году в городе Баку Азербайджан, в семье спортсмена. Отец Айюб Новрузов является КМС СССР в тяжелом весе по вольной борьбе. 
Когда Эмилю исполнилось 12 лет, отец привел его в секцию бокса «Старое Динамо», расположенный в городе Баку. Первое время у него было большое желание заниматься только кунг-фу, но под строгим руководством отца остался под выбором: вольная борьба или классический бокс. Так как первый вариант Эмиля категорически не устраивал, пришлось идти на тренировки по боксу. И вот спустя полгода юный парень вдохновился, увидев бои легендарного Майкла Тайсона, после чего и пришла любовь к боксу. Усердные тренировки продолжал в «Дворце ручных игр», ушел туда вслед за тренером из «Старого Динамо». Но из-за плохого наставничества тренера, через год пришлось вновь уйти в уже «Новое Динамо». Эмиль с новой надеждой стал продолжать свои тренировки и за пару лет достиг хороших результатов, но так и не был ни под чьим руководством. В 16 лет юный спортсмен занимался в клубе «Рабите».

## Карьера
В 2014 году Эмиль Новрузов поступил в РГАЗУ в городе Балашиха. Учебу параллельно совмещал с занятиями по боксу в клубе им. В.П.Агеева. Именно в этом клубе было положено начало спортивной карьеры, приносящие ему победы на Всероссийских и международных турнирах, но МС РФ ему не присваивали, так как на тот момент, не являлся гражданином РФ и его не допускали на чемпионат области, округов и России. Именно из-за этого у парня не получалось развиваться дальше в профессиональном спорте.
Закончив в 2018 году университет, ему приходилось подрабатывать в охране, продавцом, на стройке.
Летом 2020 года, совмещая работу без выходных и редкие тренировки, Новрузов Эмиль стал дебютантом новой организации HardCore Fighting Championship. Где первый раз и попробовал свои силы в кулачном виде спорта, дойдя до финала 1 сезона, о котором говорят и спорят по сей день, считая Эмиля Новрузова победителем, но именно это сделало его любимцем народа.
Завоевав свою аудиторию его называют «Народным Чемпионом» по сей день. Через две недели после боя, поехав в Читу , выполнил норматив Мастера Спорта России. 7 октября 2022 года Эмиль вернулся в организацию Hardcore FC, где провел бой за титул чемпиона Хардкор в весе 69.7 кг с Мартином Джуаряном и одержал уверенную победу единогласным решением судей и стал чемпионом.
18 марта 2023 года провел первый профессиональный поединок по боксу с  Венесуэльским спортсменом Yeison Gonzalez и одержал победу, нокаутом во втором раунде.
11 ноября Эмиль выступил на десятом стадионном турнире Hardcore FC на голых кулаках, завоевав вакантный титул в весовой категории до 70 кг, выиграв Самата «Кыргыза» Абдырахманова.

## Профессиональная карьера по кулачным боям и боям в кентусах
| Рекорд | Результат | Дата боя              | Соперник                        | Место проведения боя | Способ                         | Лига              |
| ------ | --------- | --------------------- | ------------------------------- | -------------------- | ------------------------------ | ----------------- |
| 11:2   | Победа    | 11 ноября 2023        | Самат «Кыргыз» Абдырахвамнов    | Москва, Россия       | UD (единогласное решение)      | Hardcore Fighting |
| 10:2   | Победа    | 14 февраля 2023       | Эдуардо Кастро                  | Алма-Ата, Казахстан  | TKO (остановка врачом)         | Nomad FC          |
| 9:2    | Победа    | 18 мая 2022           | Асхат Акимов                    | Алма-Ата, Казахстан  | UD (единогласное решение)      | Nomad FC          |
| 8:2    | Поражение | 31 декабря 2021 года  | Харун Бозиев                    | Москва, Россия       | UD (единогласное решение)      | Hype Fighting     |
| 8:1    | Победа    | 8 ноября 2021 года    | Муратбек Касымбай               | Москва, Россия       | UD (единогласное решение)      | Hype Fighting     |
| 7:1    | Победа    | 15 сентября 2021 года | Ахмед «Крик» Эдельбиев          | Москва, Россия       | DQ (дисквалификация оппонента) | Hype Fighting     |
| 6:1    | Победа    | 8 июля 2021 года      | Чоршанбе «Урч» Чоршанбиев       | Москва, Россия       | UD (единогласное решение)      | Hype Fighting     |
| 5:1    | Поражение | 10 февраля 2021 года  | Мухамед «Киборг» Калмыков       | Москва, Россия       | UD (единогласное решение)      | Hardcore Fighting |
| 5:0    | Победа    | 23 декабря 2020 года  | Тимур «Архангел» Никулин        | Москва, Россия       | UD (единогласное решение)      | Hardcore Fighting |
| 4:0    | Победа    | 26 ноября 2020 года   | Виталий «Бодрый» Бодров         | Москва, Россия       | UD (единогласное решение)      | Hardcore Fighting |
| 3:0    | Победа    | 1 октября 2020 года   | Александр «Вырубатя» Стамболцян | Москва, Россия       | UD (единогласное решение)      | Hardcore Fighting |
| 2:0    | Победа    | 3 сентября 2020 года  | Файзали «Таран» Махмуродов      | Москва, Россия       | UD (единогласное решение)      | Hardcore Fighting |
| 1:0    | Победа    | 24 июля 2020 года     | Амирхан «Белый Лев» Оев         | Москва, Россия       | TKO (остановка врачом)         | Hardcore Fighting |
| Рекорд | Результат | Дата боя              | Соперник                        | Место проведения боя | Способ                         | Лига              |

## Профессиональная карьера по боксу
| Рекорд | Результат | Дата боя         | Соперник               | Место проведения боя        | Способ                    | Лига            |
| ------ | --------- | ---------------- | ---------------------- | --------------------------- | ------------------------- | --------------- |
| 3:0    | Победа    | 26 августа 2023  | 🇬🇭 Richard Fenyi       | 🇷🇺 Москва, (ЦСКА Арена)     | UD (единогласное решение) |                 |
| 2:0    | Победа    | 18 марта 2023    | Yeison Gonzalez        | г. Дубай (The Agenda арена) | TKO (Технический нокаут)  | Hardcore Boxing |
| 1:0    | Победа    | 24 сентября 2022 | Мартин «Лютер» Джуарян | г. Москва (ЦСКА Арена)      | UD (единогласное решение) | Hardcore Boxing |